# アルテロモナス・マクレオディイ
アルテロモナス・マクレオディイ（Alteromonas macleodii）はアルテロモナス属の種の一つであり、そのタイプ種である。海洋細菌である。